# Ораовичка илиџа
Ораовичка илиџа је напознатији термални извор у близини Прешева.
Избија на раседу у долини Ораовичке реке у истоименом селу. У слабијим  млазевима с гасном еманацијом, вода се процеђује из наноса кристалистих шкриљаца сакупљајући се у овећи овални басен. Илиџа припада млаким, врло слабим индиферентним термама. Њен термалитет се зими уочава једино по томе што се вода никада не мрзне. Пије се као обична вода, а на гласу је по погодности за справљање чаја, мешања хлеба и погача и нарочито кување пасуља. 

## Назив
Ова терма је доказ да су Турци именом „Илиџа“ називали и изворе који се нису користили у купалишне и лечилишне сврхе, већ су имали само нека термална својства по којима су се разликовали од обичних вода.